# Proeffabriek
Een proeffabriek of pilot plant is een productie-installatie die qua schaalgrootte tussen een laboratoriumopstelling en een commercieel producerende fabriek in staat.
Nadat een proces of product op laboratoriumschaal is ontwikkeld en men het besluit heeft genomen om het ook op commerciële schaal toe te passen, zal meestal een tussenstap volgen waarbij men het uiteindelijke productieproces zo veel mogelijk toepast maar waarbij ook nog metingen en tests moeten worden uitgevoerd en verbeteringen moeten worden aangebracht om het proces verder te optimaliseren. Het proces is hierbij opgeschaald tot een niveau waarbij men beter voorspellingen kan doen omtrent de eigenschappen van het proces bij de uiteindelijk gewenste schaalgrootte. De stap van laboratoriumschaal naar een grote productie-eenheid is immers meestal te groot om zonder tussenstap te nemen.
Vaak worden in de proeffabriek ook verkoopbare producten vervaardigd, maar vanwege de beperkte schaal en de te verwachten extra kosten is winstgevendheid bij een proeffabriek niet het voor de hand liggende primaire doel. Wel kunnen in een proeffabriek de mensen worden opgeleid die de productie zullen gaan begeleiden in de toekomstige fabriek.